# Arroyo Canelón Grande
EL Arroyo Canelón Grande es un curso fluvial uruguayo que atraviesa el departamento de Canelones.
Nace en la Cuchilla Grande (Uruguay), cerca de la localidad de San Bautista, y desemboca en el río Santa Lucía, cerca de la localidad de Aguas Corrientes. Recorre alrededor de 35 km.
La presa-puente de Canelón Grande fue inaugurada en 1955. Sobre ella pasa la ruta 5, a la altura del km. 54, y embalsa el arroyo con el fin de cumplir con el abastecimiento de agua potable al área metropolitana de Montevideo. Como deber secundario cumple con suministros para riego en área rurales aledañas. Durante la Sequía en Uruguay de 2022-2023, el caudal de la presa se vio mermado, llegando a alcanzar mínimos históricos. 
- Datos: Q703070